# Catilia nitida
Catilia nitida là một loài ruồi trong họ Tachinidae.